# История почты и почтовых марок Мадагаскара
История почты и почтовых марок Мадагаскара охватывает период с 1889 года по настоящее время, включая период, когда это островное государство в Индийском океане, у юго-восточного побережья Африки, называлось Малагасийской Республикой (1958—1975).
Для почтового обслуживания на Мадагаскаре в разное время использовались марки британской почты и французские колониальные выпуски. Страна стала независимой 26 июня 1960 года и начала эмитировать собственные почтовые марки.
Мадагаскар вступил во Всемирный почтовый союз (ВПС) в 1961 году. Современным официальным почтовым оператором страны выступает компания Paositra Malagasy.

## Выпуски почтовых марок

### Французские колониальные эмиссии

#### Протекторат Мадагаскар
В 1885 году Франция объявила Мадагаскар своим протекторатом, и с этого времени здесь употреблялись почтовые марки колониального типа.
Первыми собственными почтовыми марками, введёнными в обращение на Мадагаскаре в 1889 году, стали общие для всех французских колоний выпуски, на которых были сделаны надпечатки нового номинала. В 1890 году Великобритания признала французский протекторат острова, на территории которого в почтовом обращении продолжали находиться соответствующие марки.
В 1891 году появилась серия марок с оригинальной надписью фр. «Poste française. Madagascar» («Французская почта. Мадагаскар»).
В каталогах «Скотт» и «Стэнли Гиббонс» марки Протектората Мадагаскар, издававшиеся до 1896 года, относят к выпускам французской почты на Мадагаскаре (англ. «French Post Offices in Madagascar» — «Французские почтовые отделения на Мадагаскаре»).

#### Французский Мадагаскар
В 1896 году марки французского протектората сменили марки французской колонии Мадагаскар (полное название фр. «Madagascar et dependances» — Мадагаскар и зависимые территории), которые выходили до 1957 года. При этом первая памятная марка была выпущена в 1931 году, а первый почтовый блок — в 1937 году.
- Примеры ранних марок колониального типа для Французского Мадагаскара
- 1896: надпечатка «Poste française. Madagascar» («Французская почта. Мадагаскар»), тип «Саж» (Yt #22)
- 1900: надпись «Madagascar et dependances» («Мадагаскар и зависимые территории»), тип «Мореплавание и торговля»[англ.]
- 1912: надпечатка на марке острова Гранд-Комор того же типа для использования на Мадагаскаре (Yt #20)

- Примеры ранних марок Французского Мадагаскара с оригинальным рисунком
- 1903: из серии «Равенала и зебу»
- 1908: из серии «Филаньяна»[8]

Как обобщает Л. Л. Лепешинский, с возникновения французского протектората и дальнейшего колониального господства и до середины Второй мировой войны в обращении на острове использовались марки французских колоний с надпечатками и оригинальными надписями: «Poste française. Madagascar» («Французская почта. Мадагаскар»), «Republique française. Colonies. Postes» («Французская Республика. Колонии. Почта»), «Madagascar et dependances» («Мадагаскар и зависимые территории») и «R. F. Madagascar» («Французская республика. Мадагаскар»).
- Примеры поздних марок Французского Мадагаскара
- 1930: женщина сословия хува[англ.] (простолюдинов) из племени имерина (Sc #161)
- 1938: французский промышленник Ж. Лабор, организовавший на Мадагаскаре первое промышленное производство (Yt #200)

С 1943 года на марках появились надписи «France libre. Madagascar» («Свободная Франция. Мадагаскар»).

### Независимость

#### Малагасийская Республика
В 1958 году колония Мадагаскар получила статус автономной республики — члена Французского сообщества, в результате чего на почтовых марках появились надписи на двух языках: фр. «Republique malgache» и малаг. «Repoblika malagasy» («Малагасийская Республика»). Эти марки выходили до тех пор, пока Малагасийская Республика не обрела полную независимость 26 июня 1960 года.
По случаю провозглашения независимости была выпущена памятная марка, а с 1961 года марки стали выпускаться с надписями на малагасийском языке.
По данным Л. Л. Лепешинского, за период с 1889 по 1963 год на Мадагаскаре было эмитировано 487 почтовых марок и два блока.

#### Демократическая Республика Мадагаскар
Начиная с 1975 года на марках Мадагаскара стало печататься новое название государства — малаг. «Repoblika demokratika malagasy» («Демократическая Республика Мадагаскар»), которое использовалось до 1992 года. В этот период было издано много марок, посвящённых СССР, в том числе с изображениями В. И. Ленина. Характерной чертой мадагаскарских марок также стало указание на них номинала одновременно в ариари и малагасийских франках (последний составлял 1/5 ариари)[≡].

#### Республика Мадагаскар
С 1992 года на марках было снова изменено название государства — на малаг. «Repoblikan'i Madagasikara» («Республика Мадагаскар»). На современных марках Мадагаскара номинал проставляется только в ариари.

## Другие виды почтовых марок

### Доплатные
Доплатные марки поступили впервые в обращение на территории протектората в 1896 году и имели надпечатку фр. «Chiffre-taxe а percevoir» («Сумма, подлежащая оплате»). По информации Л. Л. Лепешинского, всего до 1963 года было выпущено 50 доплатных.

### Почтово-благотворительные
В 1915 году в колониальном Мадагаскаре были изданы первые почтово-благотворительные марки.

### Авиапочтовые
В 1935 году появились первые авиапочтовые марки Мадагаскара с надписью «Poste aerienne» («Авиапочта»). В 1939 и 1942 годах в свет также выходили авиапочтовые почтово-благотворительные марки.

### Пакетные
До 1963 года было эмитировано пять пакетных (посылочных) марок Мадагаскара.

## Прочие колониальные выпуски

### Диего-Суареш и зависимые территории
Колония под названием Диего-Суареш и зависимые территории, включая прилегающие мелкие острова Сент-Мари и Носси-Бе и с центром в городе Диего-Суареш, была единым французским владением в 1885—1893 годах, после чего она была поделена на три колонии: Диего-Суареш, Сент-Мари, Носси-Бе). Впоследствии все они вошли в состав французского Мадагаскара. За время существования этой колонии было выпущено 13 почтовых марок, на которых имелась надпись «Diego Suarez et dependances» («Диего-Суареш и зависимые территории»).
Диего-Суареш
Владение Диего-Суареш, с центром в Диего-Суареше, было одной из трёх обособленных французских территорий в этом регионе с 1893 по 1908 год. Для этой колонии были изданы оригинальные почтовые марки с надписью «Diego Suarez» («Диего-Суареш»). Всего было эмитировано 37 почтовых марок и 13 доплатных марок.
Остров Сент-Мари
Французская колония Сент-Мари, с центром в Сент-Мари, существовала с 1893 по 1908 год. Для неё были сделаны оригинальные почтовые выпуски с надписью «Ste Marie de Madagascar» («Сент-Мари на Мадагаскаре»), общим количеством 13 почтовых марок.
Остров Носси-Бе
Французская колония Носси-Бе, с центром в Гельвиле, имела статус отдельной территории с 1893 по 1898 год. Для неё на марках французских колониальных владений были проставлены надпечатки «NSB» и «Nossi-Bé» («Носси-Бе»). Выпускались также оригинальные марки с надписью «Nossi Be» («Носси-Бе»). В общей сложности было эмитировано 39 почтовых марок и 17 доплатных марок.

## Провизорные эмиссии

### Провизории Мадагаскара
В 1904 году в связи с нехваткой марок в ряде городов (Анталаха и др.) марки Мадагаскара и Диего-Суареша разрезались пополам и на них производились ручные надпечатки на французском языке: «Экстраординарная франкировка (недостаток марок)» и др. Эти бисекты встречаются на почтовых отправлениях и вызывают особый интерес у коллекционеров.

### Провизорий Мадзунги
В 1895 году в Мадзунге (Majunga; ныне Махадзанга, город на острове Мадагаскар) случилась нехватка марок номиналом в 15 сантимов. По этой причине местный почтмейстер отдал распоряжение сделать переоценку марок Франции номиналами в 25 сантимов и 1 франк. На них с помощью красных чернил наносилась надпись «0.15» (то есть «15 сантимов»). Однако на следующий день эти марки были надпечатаны ручным штампом с цифрой «15», поскольку были обнаружены попытки смыть чернильную надпись.

## Британская почтовая служба
В 1884—1895 годах на Мадагаскаре работало отделение британской почты. Для оплаты пересылаемой через это отделение корреспонденции выпускались особые почтовые марки. На марках были надписи: англ. «B. C. M.» (сокращение для «British Consular Mail» — «Британская консульская почта»), «British Vice-Consulate Antananarivo» («Британское вице-консульство в Антананариво»), «British Inland Mail» («Британская внутренняя почта»). Номиналы на марках указывались в валюте Великобритании. Всего в обращении поступило 29 подобных марок.
- Примеры марок Британской почты на Мадагаскаре
- 1884: надпись «B. C. M.» («British Consular Mail» — «Британская консульская почта») (Sc #1)
- 1886: надпись на штампе «British Vice-Consulate Antananarivo» («Британское вице-консульство в Антананариво») (Sc #28)
- 1895: надпись «British Inland Mail» («Британская внутренняя почта») (SG #60)

## Фальсификации
Филателистический рынок наводнён нелегальными выпусками марок Мадагаскара и ряда других африканских государств. Так, в 2001 году почтовое ведомство Мадагаскара обращалось в ВПС с информацией о фальшивых марках, якобы эмитированных от имени этого островного государства и распространяющихся на рынке в спекулятивных целях.

## Коллекционирование
Филателисты, интересующиеся исследованием истории почты и собиранием марок Мадагаскара и других островов в западной части Индийского океана, объединены в рамках Кружка изучения почтовых марок Индийского океана (Indian Ocean Study Circle), который был основан в Лондоне в 1970 году и публикает три раза в год бюллетень «I0» («ИО» — «Индийский океан»).